# Хайнрих фон Пфалц (Фрайзинг)
Хайнрих фон Пфалц (на немски: Heinrich von der Pfalz; * 15 февруари 1487, Хайделберг; † 3 януари 1552, Ладенбург) от род Вителсбахи, е княжески епископ на Вормс (1523 – 1552 като Хайнрих IV), на Утрехт (1524 – 1529) и на Фрайзинг (1541 – 1552). Преди това е княз-пробст на Елванген (1521 – 1552).

## Произход
Той е шестият син на пфалцграф Филип (1448 – 1508), курфюрст на Пфалц, и на Маргарета Баварска (1456 – 1501), дъщеря на херцог Лудвиг IX от Бавария-Ландсхут и съпругата му принцеса Амалия от Саксония. Наследник на баща му като курфюрст става най-големият му брат Лудвиг V.